# Lasioptera ariasis
Lasioptera ariasis is een muggensoort uit de familie van de galmuggen (Cecidomyiidae). De wetenschappelijke naam van de soort is voor het eerst geldig gepubliceerd in 2001 door Skuhrava & Garcia.